# Aplidium dubium
Aplidium dubium är en sjöpungsart som först beskrevs av Friedrich Ritter 1899.  Aplidium dubium ingår i släktet Aplidium och familjen klumpsjöpungar. Inga underarter finns listade i Catalogue of Life.